# 楊惇 (嘉靖進士)
楊惇（1499年—？年），字用叙，號叙庵，四川成都府新都縣人，民籍。

## 生平
治《易經》，行二，由國子生中式四川鄉試第二名舉人，年三十五歲中式嘉靖二年（1523年）癸未科會試第七十七名，第二甲第十五名進士。官至兵部主事。

## 家族
曾祖杨玖，州吏目，累赠特进光禄大夫左柱國少师兼太子太师吏部尚書華盖殿大学士。祖父杨春，按察司佥事，累赠特进光禄大夫左柱國少师兼太子太师吏部尚書華盖殿大学士。父杨廷和，特进光禄大夫左柱國少师兼太子太师吏部尚書華盖殿大学士。嫡母黄氏，累赠一品夫人；喻氏，累封一品夫人；生母蒋氏，封孺人。具庆下。兄杨慎，字用修，翰林院修撰；從弟杨恺，贡士；弟杨恒，號貞庵，中书舍人；從弟杨恂，字用德，杨廷仪長子，会试中式举人；弟杨忱，號孚庵，贡士；杨悌；杨慥，國子生；杨悦；杨惟。